# 니나 타워
니나 타워(중국어: 如心廣場)는 홍콩의 신계에 위치한 마천루이다. 원래는 520m 높이로 건설될 예정이었다.

## 같이 보기
- 홍콩의 마천루 목록